# Prins Arthur, hertig av Connaught och Strathearn
Prins Arthur av Storbritannien och Irland, hertig av Connaught och Strathearn, (Arthur William Patrick Albert) född 1 maj 1850 på Buckingham Palace, död 16 januari 1942 på Bagshot Park i Surrey, var en brittisk prins, sjunde barnet och tredje sonen till drottning Viktoria av Storbritannien och hennes prinsgemål Albert av Sachsen-Coburg-Gotha.
Hertigen av Connaught och Strathearn var yrkesofficer i brittiska armén (med graden fältmarskalk från 1902) och han tjänstgjorde under första världskrigets första del som dominionen Kanadas generalguvernör mellan 1911 och 1916.

Genom hans äldsta dotter Margaret, som gifte sig 1905 med dåvarande prins Gustaf Adolf av Sverige, hertig av Skåne, härstammar två av Nordens nuvarande monarker från honom: kung Carl XVI Gustaf av Sverige och kung Frederik X av Danmark.

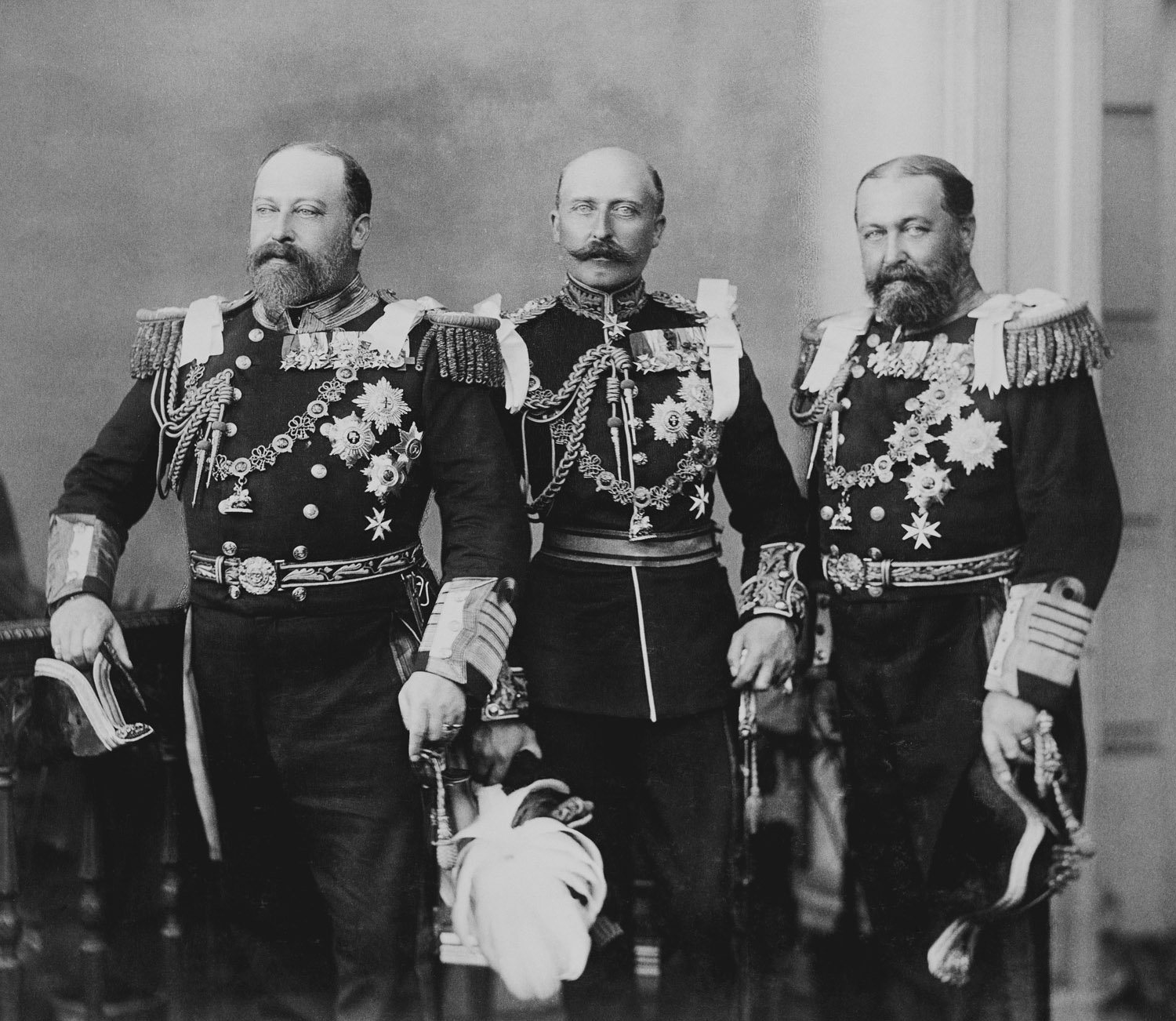
Prins Arthur (mitten) tillsammans med sina två äldre bröder, Edvard VII (vänster) och Alfred (höger) vid brorsonen Georgs bröllop 1893.

## Biografi
Prinsen föddes i Buckingham Palace och fick sitt tilltalsnamn efter den då ålderstigne krigshjälten från Napoleonkrigen, Arthur Wellesley, hertig av Wellington (med vilken han delade födelsedagen 1 maj).
Prins Arthur blev officer i brittiska armén (Royal Engineers) genom Royal Military Academy Woolwich 1866-1868, generalmajor 1880, general 1893 och slutligen fältmarskalk 1902. Under fälttåget i Egypten förde prinsen befäl över The Guards Brigade i slaget vid Tel-el-Kebir 13 september 1882, vilket det senaste tillfället då en medlem av en brittiska kungafamiljen fört befäl över militär trupp i strid. 1893-1898 var han befälhavare i Aldershot, 1901-1904 chef för 3:e armékåren, 1904-1907 generalinspektör för brittiska armén, och 1907-1909 högste befälhavare för de brittiska stridskrafterna vid Medelhavet.
År 1900 dog Arthurs äldre bror Alfred, som var regerande hertig av Sachsen-Coburg-Gotha i Kejsardömet Tyskland och vars egen son (också han med namnet Alfred) hade avlidit året dessförinnan. Arthur blev därigenom närmaste arvtagare till hertigdömet Sachsen-Coburg-Gotha, men han och hans egen son avstod emellertid från arvsrätten, till förmån för sin minderårige brorson Karl Edvard, som var postum son till Arthurs yngre bror Leopold.
Prinsen var medlem i kronrådet (Privy Counsellor) från 1871. Han var Kanadas generalguvernör mellan åren 1911 till 1916 och residerade då i Rideau Hall i Ottawa, Ontario och biträddes där av hustrun och yngsta dottern prinsessan Patricia. Hustrun Luise blev sjuklig under vistelsen i Kanada och avled året efter de kom tillbaka till Storbritannien.
Prinsen drog sig till största delen tillbaka från offentliga framträdanden under slutet av 1920-talet, men fortsatte fram till andra världskriget att fungera som en slags inspirerande farfars-gestalt inom armén.

## Familj
Prins Arthur ingick äktenskap 13 mars 1879 i St. George's Chapel på Windsor Castle med prinsessan Luise Margarete av Preussen (född 25 juni 1860, död 14 mars 1917) i London, dotter till prins Fredrik Karl av Preussen (som var generalfältmarskalk i preussiska armén) och prinsessan Maria Anna av Anhalt-Dessau.
Hertigparet residerade från 1900 på Clarence House i London (numera bebott av kung Charles III). Dessutom innehade prins Arthur egendomen Bagshot Park i närheten av Windsor (numera bebodd av Prins Edward, earl av Wessex och dennes familj).
Prins Arthur efterträddes som hertig av Connaught och Strathearn av sonsonen Alastair. Året efter farfaderns död dog sonsonen Alastair i Kanada, där han tjänstgjorde som adjutant till dåvarande generalguvernören, Alexander Cambridge, 1:e earl av Athlone, make till Alastairs farfars kusin prinsessan Alice av Albany och bror till drottning Mary.

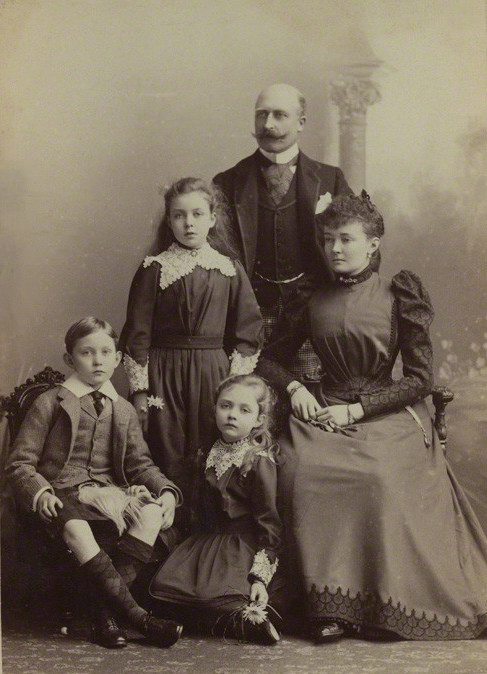
Prins Arthur, hertig av Connaught och Strathern tillsammans med hustrun och de tre barnen, 1893.

### Barn
1. Prinsessan Margareta (1882-1920), gift 1905 med kronprins Gustaf Adolf av Sverige, sedermera kung Gustaf VI Adolf (1882-1973) (5 barn).
2. Prins Arthur av Connaught (1883-1938), gift 1913 med prinsessan Alexandra, hertiginna av Fife (1891-1959) (1 son).
3. Prinsessan Patricia (1886-1974), gift 1919 med Sir Alexander Ramsay (1881-1972) (1 son).

Prins Arthur, hertig av Connaught och Strathearn var gudfar till sin brors sonsons dotter, prinsessan Elizabeth.

## Utmärkelser

### Ordnar
- Strumpebandsorden (1867)
- Tistelorden (1869)
- Sankt Patriksorden (1869)
- Bathorden (1882/1890/1989/1901)
- Indiska stjärnorden (1877)
- Sankt Mikaels och Sankt Georgsorden (1870)
- Kejsardömet Indiens orden (1877)
- Victoriaorden (1896)
- Brittiska imperieorden (1917)
- Brittiska Johanniterorden (1896/1926)

- Leopoldsorden (1873)
- Henrik Lejonets orden (1890)
- Elefantorden (1873)[3]
- Hederslegionen (1898)[4]
- Annunziataorden
- Krysantemumorden (1890)
- Karl den heliges orden (1917)
- Nederländska Lejonorden (1878)
- Svarta örns orden (1872)
- Röda örns orden (1873)
- Pour le Mérite (1882)
- Karl III:s orden (1876)
- Riddare av Serafimerorden, 18 juli 1873.[5]
- Riddare av Carl XIII:s orden, 1905.[6]
- Sankt Stefansorden (1873)

### Militära hederbetygelser
- General à la suite i Svenska armén, 1905
- Fältmarskalk i Preussiska armén, 1906
- Amiral i Danska flottan, 1910

## Anfäder
|              |  |  |  |  |  |  |  |                                |  |  |  |  |  |  |  |                                             |  |  |  |  |  |  |  | Frans Fredrik av Sachsen-Coburg-Saalfeld |
|              |  |  |  |  |  |  |  |                                |  |  |  |  |  |  |  |                                             |  |  |  |  |  |  |  |                                          |
|              |  |  |  |  |  |  |  |                                |  |  |  |  |  |  |  | Ernst I av Sachsen-Coburg-Gotha             |  |  |  |  |  |  |  |                                          |
|              |  |  |  |  |  |  |  |                                |  |  |  |  |  |  |  |                                             |  |  |  |  |  |  |  |                                          |
|              |  |  |  |  |  |  |  |                                |  |  |  |  |  |  |  |                                             |  |  |  |  |  |  |  | Augusta av Reuss-Ebersdorf               |
|              |  |  |  |  |  |  |  |                                |  |  |  |  |  |  |  |                                             |  |  |  |  |  |  |  |                                          |
|              |  |  |  |  |  |  |  | Albert av Sachsen-Coburg-Gotha |  |  |  |  |  |  |  |                                             |  |  |  |  |  |  |  |                                          |
|              |  |  |  |  |  |  |  |                                |  |  |  |  |  |  |  |                                             |  |  |  |  |  |  |  |                                          |
|              |  |  |  |  |  |  |  |                                |  |  |  |  |  |  |  |                                             |  |  |  |  |  |  |  | August av Sachsen-Gotha-Altenburg        |
|              |  |  |  |  |  |  |  |                                |  |  |  |  |  |  |  |                                             |  |  |  |  |  |  |  |                                          |
|              |  |  |  |  |  |  |  |                                |  |  |  |  |  |  |  | Luise av Sachsen-Gotha-Altenburg            |  |  |  |  |  |  |  |                                          |
|              |  |  |  |  |  |  |  |                                |  |  |  |  |  |  |  |                                             |  |  |  |  |  |  |  |                                          |
|              |  |  |  |  |  |  |  |                                |  |  |  |  |  |  |  |                                             |  |  |  |  |  |  |  | Lovisa Charlotta av Mecklenburg-Schwerin |
|              |  |  |  |  |  |  |  |                                |  |  |  |  |  |  |  |                                             |  |  |  |  |  |  |  |                                          |
| Prins Arthur |  |  |  |  |  |  |  |                                |  |  |  |  |  |  |  |                                             |  |  |  |  |  |  |  |                                          |
|              |  |  |  |  |  |  |  |                                |  |  |  |  |  |  |  |                                             |  |  |  |  |  |  |  | Kung Georg III                           |
|              |  |  |  |  |  |  |  |                                |  |  |  |  |  |  |  |                                             |  |  |  |  |  |  |  |                                          |
|              |  |  |  |  |  |  |  |                                |  |  |  |  |  |  |  | Prins Edvard, hertig av Kent och Strathearn |  |  |  |  |  |  |  |                                          |
|              |  |  |  |  |  |  |  |                                |  |  |  |  |  |  |  |                                             |  |  |  |  |  |  |  |                                          |
|              |  |  |  |  |  |  |  |                                |  |  |  |  |  |  |  |                                             |  |  |  |  |  |  |  | Charlotte av Mecklenburg-Strelitz        |
|              |  |  |  |  |  |  |  |                                |  |  |  |  |  |  |  |                                             |  |  |  |  |  |  |  |                                          |
|              |  |  |  |  |  |  |  | Drottning Victoria             |  |  |  |  |  |  |  |                                             |  |  |  |  |  |  |  |                                          |
|              |  |  |  |  |  |  |  |                                |  |  |  |  |  |  |  |                                             |  |  |  |  |  |  |  |                                          |
|              |  |  |  |  |  |  |  |                                |  |  |  |  |  |  |  |                                             |  |  |  |  |  |  |  | Frans Fredrik av Sachsen-Coburg-Saalfeld |
|              |  |  |  |  |  |  |  |                                |  |  |  |  |  |  |  |                                             |  |  |  |  |  |  |  |                                          |
|              |  |  |  |  |  |  |  |                                |  |  |  |  |  |  |  | Viktoria av Sachsen-Coburg-Saalfeld         |  |  |  |  |  |  |  |                                          |
|              |  |  |  |  |  |  |  |                                |  |  |  |  |  |  |  |                                             |  |  |  |  |  |  |  |                                          |
|              |  |  |  |  |  |  |  |                                |  |  |  |  |  |  |  |                                             |  |  |  |  |  |  |  | Augusta av Reuss-Ebersdorf               |
|              |  |  |  |  |  |  |  |                                |  |  |  |  |  |  |  |                                             |  |  |  |  |  |  |  |                                          |